# Carlos Sá
Carlos Sá (Vilar do Monte, Barcelos,  24 de Dezembro de 1973) é um atleta português na modalidade de ultramaratona, campeão de Ultra Trail de Portugal em 2013 e recordista mundial de ascensão e descida da montanha mais alta do continente americano, a Aconcágua.

## Biografia
Carlos Sá nasceu em  24 de Dezembro de 1973 na freguesia de Vilar do Monte, no concelho de Barcelos.
Carlos Sá deu os primeiros passos desportivos com 12 anos na modalidade de atletismo no Núcleo Desportivo da Silva, clube que chegou a ocupar o pódio dos campeonatos Nacionais de atletismo, onde Carlos correu como federado na região de Braga tendo participados em diversos campeonatos de pista e corta mato. Já nas provas populares de estrada, em que Carlos participava quase todos os fins-de-semana, ganhava com alguma frequência os seus escalões.
Tinha uma admiração especial pelas provas de longa distância e Carlos Lopes como ídolo, com apenas 13 anos foi ver os seus colegas de equipa na meia maratona de Vigo, em Espanha, pediu ao seu treinador para fazer um treino e meteu-se no meio do pelotão. A alegria de ir ultrapassando dezenas de atletas adultos era a energia que o fez esquecer de parar, terminando a prova de 21 km  em 1 h 26 min para espanto de todos.
Com 13 anos termina o sexto ano de escolaridade e começa a trabalhar numa empresa têxtil, estuda à noite para completar o 9.º ano e passa a fazer treinos às 23 h 30 min quando a escola terminava, foram experiências que foi ultrapassando e que lhe ensinou a ter um enorme espírito de sacrifício e aventura.
Continuou até aos 19 anos a correu e ocupar sempre os lugares cimeiros das classificações, depois dedica-se ao BTT e a caminhadas em Montanha e tinha o Gerês como sua paixão e local de férias por excelência.
Em 2003 participa num BTT organizado pela Associação Amigos da Montanha e toma conhecimento de um curso de Montanhismo, e faz-se sócio desta associação.
Em 2004 faz o curso de iniciação ao Montanhismo, inicia-se como sócio praticante e realiza enumeras actividades, curso de escalada, curso de alpinismo ministrado por João Garcia e uma expedição aos Pirenéus no mês de Agosto onde faz cume das mais altas Montanhas dos Pirenéus Aneto e Monte Perdido.
Em 2005 faz dezenas de actividades em Portugal e Espanha e realiza uma expedição na cordilheira branca no Peru chefiada por João Garcia donde se destaca o Toclaraju com 6033 m e 3 cumes de mais de 5500 m (Ishinca, Pisco e Urus).
Em 2006 faz enumeras actividades de onde se destaca várias travessias na ilha da Madeira e Alpes, começa a planear uma expedição à 6.ª montanha mais alta do Mundo (Cho Oyu 8201 m) para 2007 na companhia de mais 3 amigos e dai a necessidade de treinar muito mais, dedica-se então às corridas em montanha.
Em 2007 faz várias actividades com os Amigos da Montanha, várias corridas em montanha onde se começa a destacar e ocupar lugares cimeiros, a expedição ao Cho Oyu fica adiada para o ano seguinte por questões financeiras e vai com um amigo para os Alpes de onde se destaca a conquista dos principais picos do maciço do Monte Branco, (Monte Branco, Monte Maldito, Monte Tácul e Argentiérre).
Em 2008 inicia-se nas ultramaratonas com a participação na Ultra Trail da Geira, prova com 45 km que acaba por ficar em 2.º da geral e confirma as suas qualidades como um atleta de grande resistência, no mesmo ano participa numa maratona de montanha na Serra da Estrela (Transtrela) aonde ia isolado com outro atleta e numa má marcação do percurso acabam por perder mais de 20 min mesmo assim completou a mesma em 5.º da geral.
Fez ainda várias travessias e escaladas a cumes nas serras de Gredos, Sanabria e cordilheira cantábrica.
Em 2009 ganhou o Ultra Trail da Geira, ficou em 2.º na Ultra Trail da Freita e participou na Ultra Trai Cavalls del Vent, nos Pirenéus, em representação da Federação Portuguesa de Montanhismo e Escalada, onde obteve o 14.º lugar da geral.
Em 2010 aposta forte nas ultra trails estreando-se nas distâncias de mais 100 km em provas internacionais, os resultados não poderiam ser melhores, acaba por vencer os 101 km  Peregrinos, em Ponferrada, Espanha, e o Grand Raid dês Pirênêes, em França, prova com 160 km e 20 000 metros de desnível acumulado, uma das mais duras e prestigiadas provas internacionais.
Participa ainda nas provas do Circuito Alpino Espanhol onde, a faltar uma prova para o final, ocupa o 1.º lugar, com a vitória e recorde da Maratona Penedos do Lobo, na Galiza, 2.º lugar na Maratón Alpino Madrileño, em Madrid, onde bateu o antigo recorde em mais de 15 minutos e registando a segunda melhor marca de sempre só batida pela do campeão europeu em título .
De notar ainda que neste ano Carlos fez, em menos de dois meses, uma série de quatro ultramaratonas: Ultra Trail Serra da Freita (PT), Maratón Alpino Madrileño (ES), Ultra Trail Geira (PT), 101 km  Peregrinos (ES), vencendo esta última e conquistando o 2.º nas restantes.
A 3 abril de 2011 Carlos Sá inicia a sua participação na mítica Marathon des Sables, em Marrocos, prova considerada por muitos a mais dura do mundo, onde os atletas têm que percorrer 250 km em autonomia total em pleno deserto do Sahara durante seis etapas, acabando por ser novamente sensação ao acabar em 8.º da geral e 3.º não-africano em ano de estreia.
A 28 de agosto de 2011 Carlos Sá participa pela primeira vez na Ultra-Trail du Mont-Blanc, prova rainha das ultramaratonas com 103 km que circundam o maciço da maior montanha da Europa, o Monte Branco, com os seus 4810 metros de altitude máxima faz fronteira com França, Suíça e Itália. Participam 2400 atletas que têm como limite 48 horas para concluir o enorme desafio. Carlos Sá demorou apenas 22 h 48 min classificando-se na 5.ª posição da geral com toda a elite mundial da atualidade presente.
No ano de 2012 e das sete provas em que participou, Carlos venceu cinco, tendo ainda conseguido ainda dois quartos lugares na Marathon des Sables, sendo o melhor não-africano com um tempo de 21 h 44 min 27 s, e no Ultra-Trail du Mont-Blanc, nos Alpes.
No final de 2012, Carlos Sá partiu para a Argentina para tentar quebrar o recorde mundial de ascensão e descida da montanha mais alta do continente americano (a maior fora da Ásia), a Aconcágua com 6962 metros de altitude, e que tinha sido fixado por um guia de montanha peruano Holmes Pantoja Bayonanas 20 horas e 35 minutos. Já no início de 2013, fixou Carlos Sá o novo recorde oficial em 15 horas e 42 minutos percorrendo 81 quilómetros com 8000 metros de desnível acumulado e temperaturas a rondar os 20 °C negativos e o nível de oxigénio a baixar para 40 % no valor normal.
Em 16 de julho de 2013 Carlos Sá venceu a Badwater Ultramarathon (Ultramaratona de Badwater), na Califórnia, cumprindo os 217 quilómetros da prova em 24 h 38 min, tornando-se no primeiro português a vencer esta prova realizada no Vale da Morte (Death Valley).
Já em 2013, Carlos Sá viu ser-lhe atribuído o título de Campeão de Ultra Trail de Portugal, após a sua vitória no Madeira Island Ultra Trail, prova realizada no Arquipélago da Madeira no último fim-de-semana de maio.

Ao nível organizativo Carlos Sá esteve envolvido em provas como a Grande Trail Serra d’Arga, a Maratona do Gerês ou a Peneda Gerês Trail Adventure.

## Palmarés
| Ano  | Prova                                    | Local                        | Percurso      | Classificação | Notas        |
| ---- | ---------------------------------------- | ---------------------------- | ------------- | ------------- | ------------ |
| 2014 | Badwater Ultramarathon                   | (EUA, Califórnia)            | 217 km        | 3.º           |              |
| 2014 | Marathon des Sables                      | (Marrocos)                   | 250 km        | 4.º           |              |
| 2014 | Ultra Caballo Blanco                     | (México)                     | 80 km         | 11.º          |              |
| 2014 | The Coastal Challenge                    | (Costa Rica)                 | 225 km        | 6.º           | [ 8 ]        |
| 2013 | Recorde Mundial da Aconcágua             | (Argentina)                  | n. a.         | n. a.         |              |
| 2013 | Ultra Trail Paleozóico                   | (Portugal, Valongo)          | 43 km         | 1.º           |              |
| 2013 | Marathon des Sables                      | (Marrocos)                   | 250 km        | 7.º           |              |
| 2013 | Madeira Island Ultra-Trail               | (Portugal, Madeira)          | 116 km        | 1.º           | [ 9 ] [ 10 ] |
| 2013 | Campeão Nacional de Ultra Trail          | (Portugal)                   | n. a.         | n. a.         | [ 7 ]        |
| 2013 | Badwater Ultramarathon                   | (EUA, Califórnia)            | 217 km        | 1.º           |              |
| 2013 | Trail Morzine - Avoriaz                  | (França, Alpes)              | 43 km         | 1.º           |              |
| 2012 | Trail dos Abutres                        | (Portugal)                   | 18 km         | 1.º           | [ 1 ]        |
| 2012 | Trail Glazig                             | (França)                     | 18 km + 42 km | 1.º           | [ 1 ]        |
| 2012 | Trail de Conimbriga Terras de Sicó       | (Portugal,Condeixa-a-Nova)   | 38 km         | 1.º           | [ 1 ] [ 11 ] |
| 2012 | Ultra Trail Aldeias do Courel            | (Espanha)                    | 83 km         | 1.º           | [ 1 ]        |
| 2012 | Marathon des Sables                      | (Marrocos)                   | 250 km        | 4.º           | [ 1 ]        |
| 2012 | Ultra Trail du Mont Blanc                | (França/Suíça/Itália)        | 103 km        | 4.º           | [ 1 ]        |
| 2012 | UTAM - Ultra Trail Amigos da Montanha    | (Portugal, Barcelos)         | 60 km         | 1.º           | [ 1 ] [ 12 ] |
| 2011 | Ultra Trail du Mont Blanc                | (França/Suíça/Itália)        | 170 km        | 5.º           | [ 1 ]        |
| 2011 | Ultra Trail Nocturno da Lagoa de Óbidos  | (Portugal, Óbidos)           | 47 km         | 1.º           | [ 1 ]        |
| 2011 | Maratón Alpino Madrileño                 | (Espanha)                    | 42 km         | 5.º           | [ 1 ]        |
| 2011 | Trail de Moaña                           | (Espanha)                    | 18 km         | 2.º           | [ 1 ]        |
| 2011 | Zegama-Aizkorri Maratoia                 | (Espanha)                    | 42 km         | 14.º          | [ 1 ]        |
| 2011 | Campeão Regional de Corridas de Montanha | (Portugal)                   | n. a.         | n. a.         | [ 1 ]        |
| 2011 | Marathon des Sables                      | (Marrocos)                   | 250 km        | 8.º           | [ 1 ]        |
| 2010 | Marathon Penedos do Lobo                 | (Espanha)                    | 42 km         | 1.º           | [ 1 ]        |
| 2010 | Grand Raid dês Pyrénées                  | (França)                     | 160 km        | 1.º           | [ 1 ]        |
| 2010 | Trail Nocturno da Lagoa de Óbidos        | (Portugal, Óbidos)           | 42 km         | 1.º           | [ 1 ]        |
| 2010 | Ultra Trail Serra da Freita              | (Portugal, Arouca)           | 70 km         | 2.º           | [ 1 ]        |
| 2010 | Maratón Alpino Madrileño                 | (Espanha)                    | 42 km         | 2.º           | [ 1 ]        |
| 2010 | Ultra Trail Geira                        | (Portugal, Peneda-Gerês)     | 53 km         | 2.º           | [ 1 ]        |
| 2010 | 101 km Peregrinos                        | (Espanha)                    | 101 km        | 1.º           | [ 1 ]        |
| 2010 | 8.º Circuito de Arouca                   | (Portugal, Arouca)           | 13 km         | 9.º           | [ 1 ]        |
| 2010 | Carrera Alto Sil                         | (Espanha)                    | 29 km         | 5.º           | [ 1 ]        |
| 2010 | Trail Terras de Sicó                     | (Portugal, Condeixa-a-Nova)  | 30 km         | 1.º           | [ 1 ] [ 13 ] |
| 2010 | Cross Laminha                            | (Portugal)                   | 12 km         | 1.º           | [ 1 ]        |
| 2009 | Cavalls del Vent                         | (Espanha)                    | 81 km         | 14.º          | [ 1 ]        |
| 2009 | Ultra Trail Serra da Freita              | (Portugal, Arouca)           | 60 km         | 2.º           | [ 1 ]        |
| 2009 | Ultra Trail Geira                        | (Portugal, Peneda-Gerês)     | 45 km         | 1.º           | [ 1 ]        |
| 2009 | 7.º Circuito de Arouca                   | (Portugal, Arouca)           | 13 km         | 15.º          | [ 1 ]        |
| 2009 | 3.º Circuito dos 3 Cântaros              | (Portugal, Serra da Estrela) | 21 km         | 8.º           | [ 1 ] [ 14 ] |
| 2008 | Ultra Trail Geira                        | (Portugal, Peneda-Gerês)     | 45 km         | 2.º           | [ 1 ]        |
| 2008 | Transtrela                               | (Portugal, Serra da Estrela) | 42 km         | 5.º           | [ 1 ]        |